# Nowy Młyn (powiat obornicki)
Nowy Młyn – osada w Polsce położona w województwie wielkopolskim, w powiecie obornickim, w gminie Rogoźno.
W latach 1975–1998 miejscowość należała administracyjnie do województwa pilskiego.
We młynie działa ośrodek kajakarski na rzece Wełnie.